# Heinrich Mißfeldt

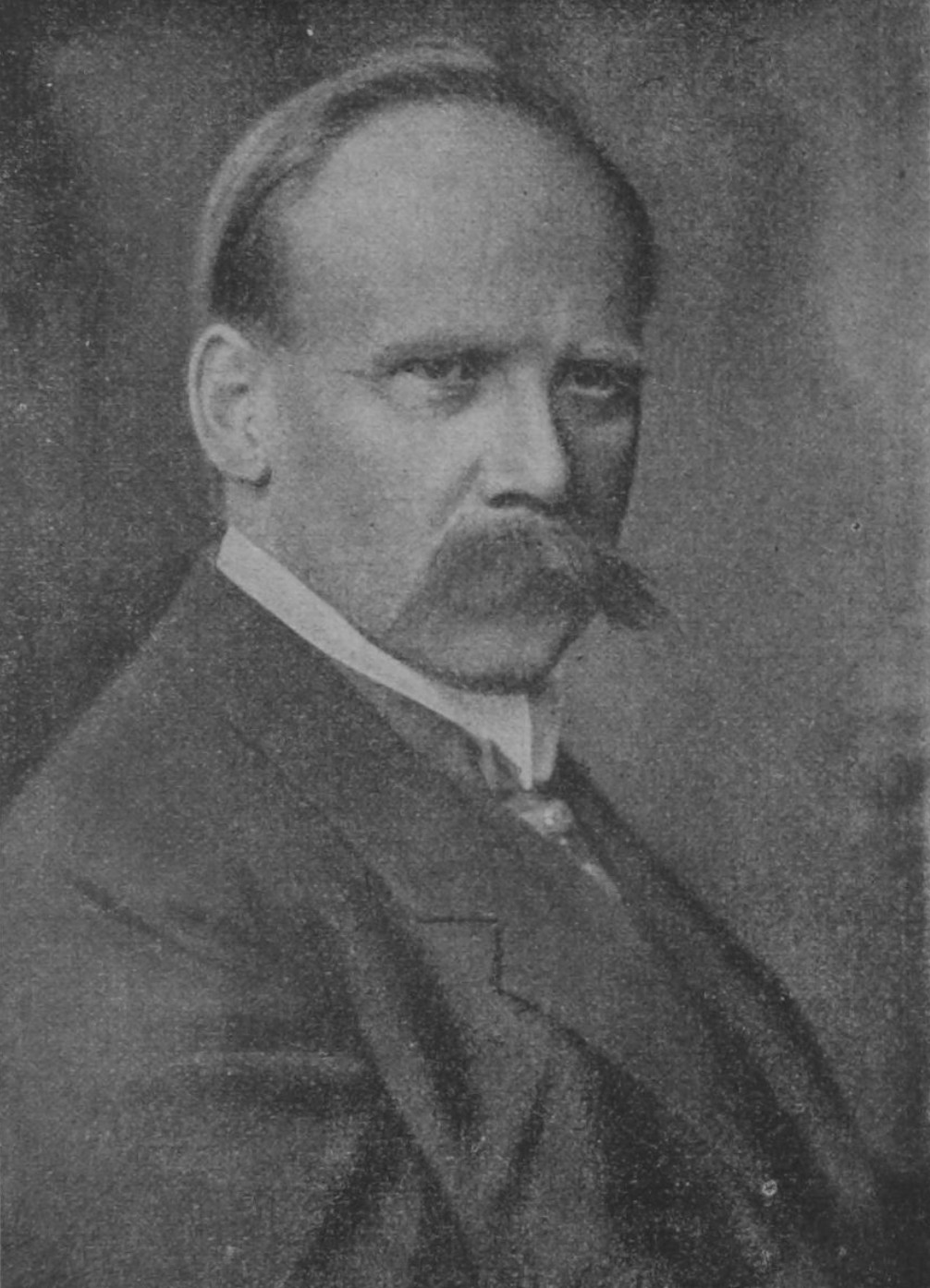
Heinrich Mißfeldt

Heinrich Mißfeldt, auch  Missfeldt, (* 20. Dezember 1872 in Kiel; † 27. Oktober 1945 in Torgau) war ein deutscher Bildhauer und Medailleur.

## Leben
Heinrich Mißfeldt wurde am 20. Dezember 1872 in Kiel geboren. Er war das erste Kind des Zieglers Detlef Wilhelm Mißfeldt (1847–1925) und seiner Ehefrau Magdalena Margarethe Elsabe (1844–1921), geb. Sinn. Er wuchs zusammen mit seinen Geschwistern Friedrich (1874–1969), dem späteren Kunstmaler, Caroline (1876–1958), Anna (1878–1969) und Max (1882–1927) am Alten Markt auf, wo seine Eltern eine Gastwirtschaft betrieben. 1888 erwarb sein Vater in Suchsdorf eine Ziegelei, die er gewinnbringend betrieb und so seinen beiden ältesten Söhnen eine künstlerische Ausbildung finanzieren konnte.

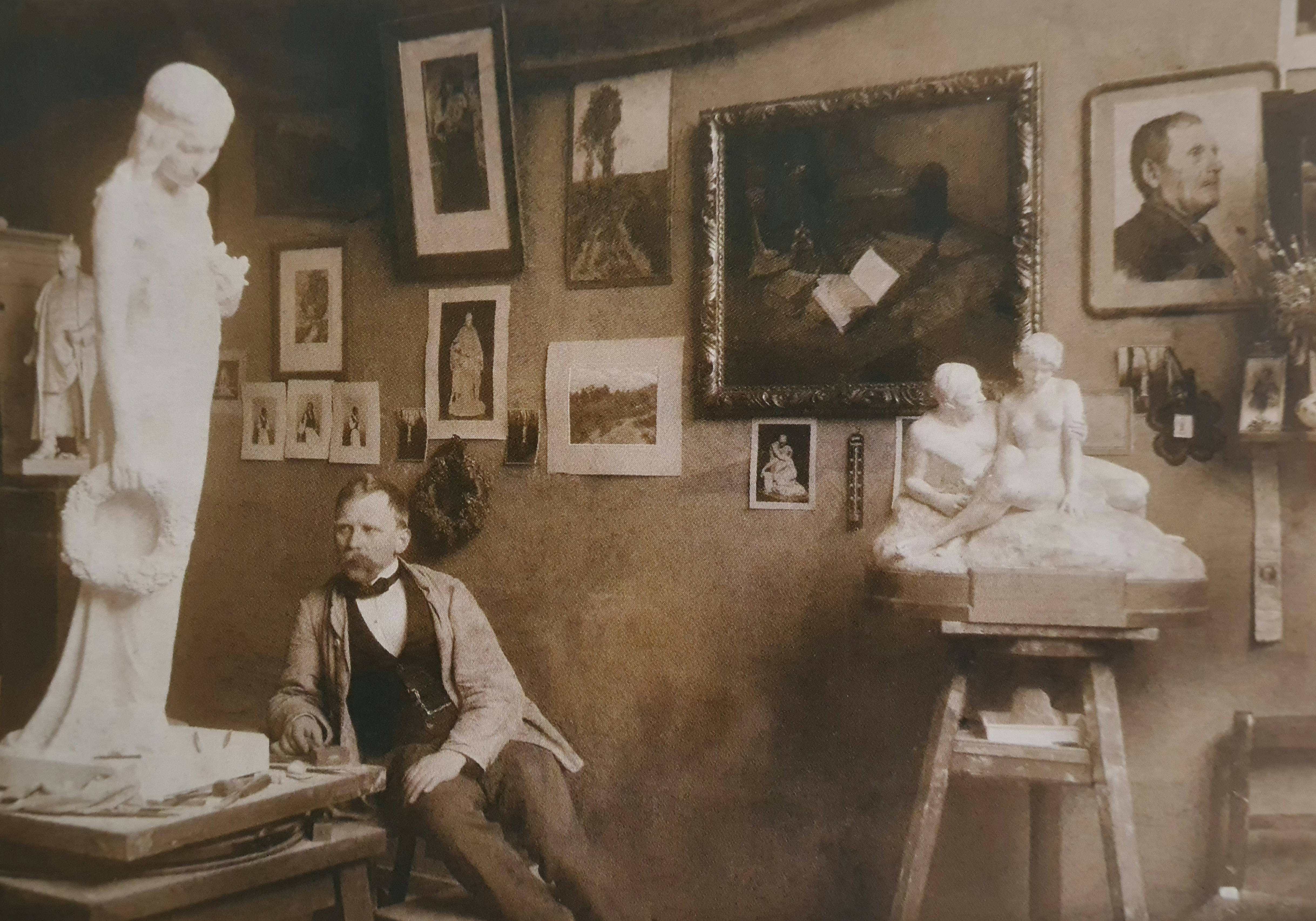
Mißfeldt in seinem Atelier in Berlin-Friedenau, 1903

Schon als Kinder nahmen Heinrich und Friedrich am wöchentlichen Schnitzunterricht an der Gewerbeschule in Kiel teil. Friedrich erinnerte sich später: 

„Auf Holztafeln [...] wurde Kerbschnitt geübt, und mit Eifer. Mein Bruder war bald der Primus der Klasse, die Holzbearbeitung wurde ihm bald ein Stück seiner selbst. Das hatte zur Folge, dass er später in die Holzbildhauer-Werkstatt von Peter Schnoor am Königsweg als Lehrling eintrat, was Grundlage wurde zur späteren Bildhauerei.“

Heinrich Mißfeldt beendete diese Lehre im September 1891 und ging anschließend zum Studium nach Berlin, zunächst an die Unterrichtsanstalt des Kunstgewerbemuseums Berlin und anschließend an die Akademie für Bildende Künste bei Gerhard Janensch, Ernst Herter und Peter Breuer. 1899 beendete er sein Studium, genoss aber als Meisterschüler von Gerhard Janensch das Privileg, im Akademiegebäude weiterhin ein Atelier nutzen zu dürfen. Ab 1898 unterhielt er aber auch in Berlin-Friedenau eigene Werkräume.

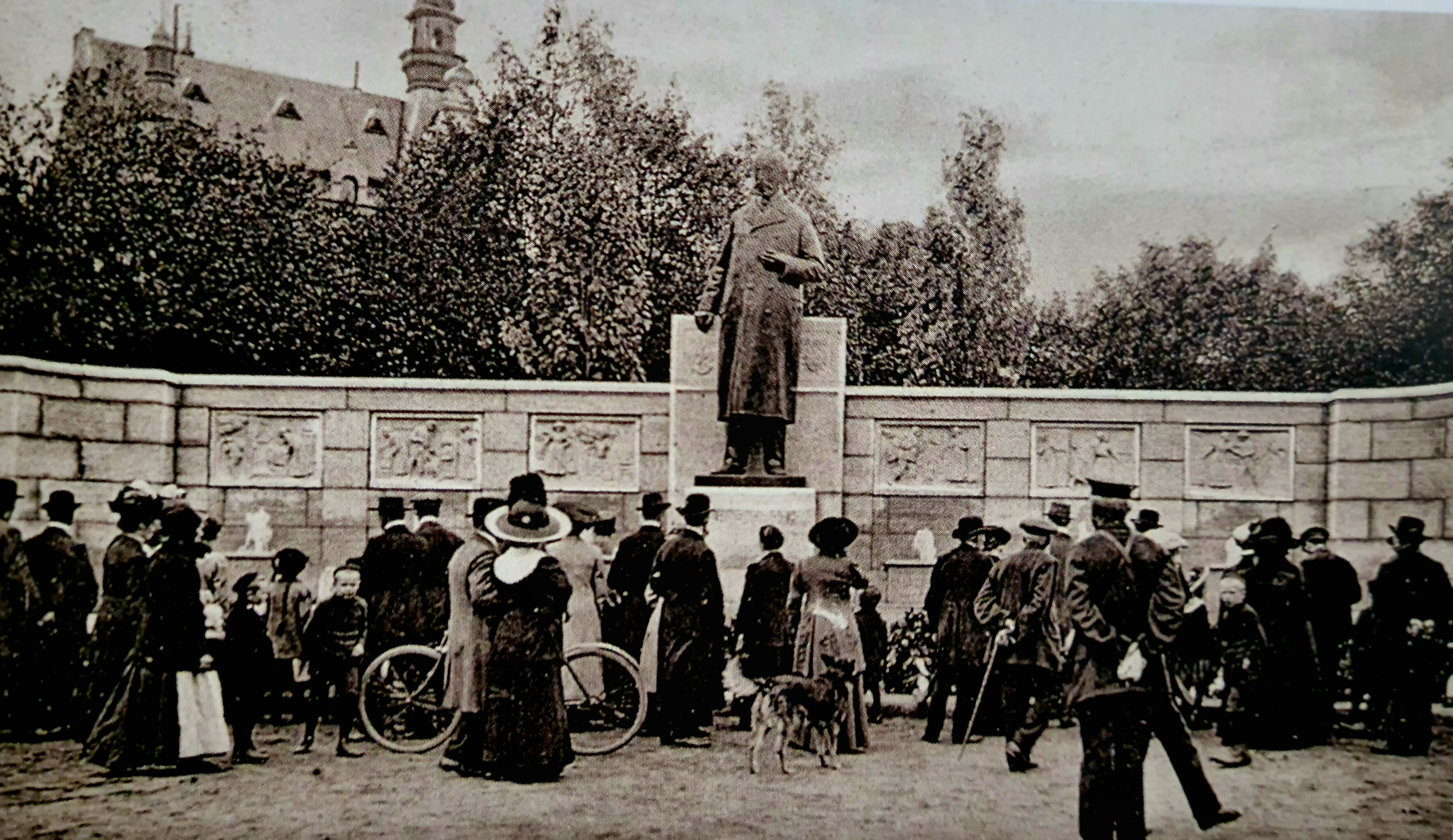
Eröffnungsfeier Klaus-Groth-Brunnendenkmal am Kleinen Kiel, 1912

Der künstlerische Durchbruch gelang ihm 1903 mit der Bronzeplastik Der Kugelspieler, die 1904 auf der Großen Berliner Kunstausstellung der Öffentlichkeit präsentiert wurde. Ein Abguss wurde außerdem auf der Weltausstellung 1904 in St. Louis gezeigt. Die Gießerei Gladenbeck vertrieb über ihren Verkaufskatalog weitere Exemplare, die auch als erste Preise bei der Kieler Woche vergeben wurden. Ein Exemplar des Kugelspielers befindet sich seit 1911 im Bestand der Bremer Kunsthalle. Bereits 1907 sorgte ein weiteres Werk des Künstlers für Aufsehen. Auf der Großen Berliner Kunstausstellung zeigte Mißfeldt eine Plastik aus Marmor mit dem Titel Abschied. Dargestellt ist eine halbnackte Frauenfigur, deren Unterleib durch ein Tuch nur ansatzweise verhüllt ist. Kaiser Wilhelm II. erwarb die Skulptur für seine Frau Auguste Victoria, die es im Stadtschloss in Wiesbaden aufstellen ließ.
Im Jahr zuvor hatte er bereits Bertha Meyer (* 1867), die Tochter des niederdeutschen Dichters Johann Meyer geheiratet, für dessen Heimatstadt Wilster er 1909 das Denkmal des Dichters entwarf. 1912 kam als einziges Kind der Sohn Johann Detlef (1912–1976) zur Welt. Im selben Jahr wurde auch das Hauptwerk des Künstlers, der Brunnen für den Dichter Klaus Groth im Ratsdienergarten am Kleinen Kiel, fertiggestellt und feierlich der Öffentlichkeit übergeben. An der Enthüllungsfeier nahmen auch Prinz Heinrich und seine Frau Irene teil, die direkt mit dem Auto von der Einweihungsfeier der Holtenauer Hochbrücke kamen.

Der Erste Weltkrieg und die Jahre der Weimarer Republik brachten auch für Heinrich Mißfeldt tiefgreifende Veränderungen und Entbehrungen mit sich. Das bürgerliche Publikum konnte kaum noch Arbeiten des Künstlers kaufen und für große öffentliche Aufträge wurden seine Entwürfe nicht mehr ausgewählt. Er verlegte sich auf die künstlerische Gestaltung von Kriegerdenkmälern, von denen noch heute viele im norddeutschen Raum auf Friedhöfen existieren (u. a. Husum, Garding, Kappeln, Bad Segeberg und Bad Bramstedt). 

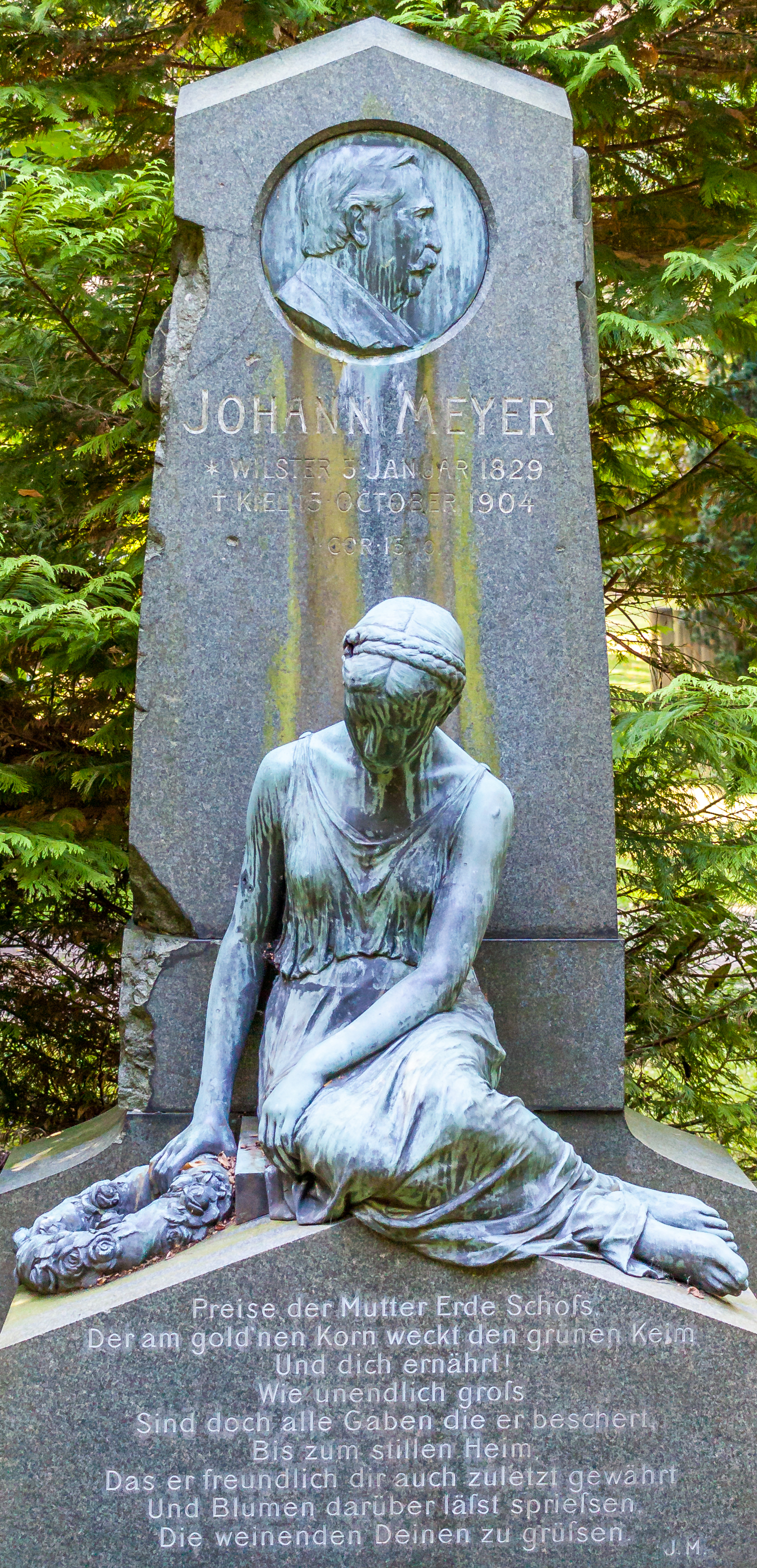
Grab von Johann Meyer auf dem Kieler Südfriedhof

Außerdem intensivierte er die Zusammenarbeit mit der Berliner Münze, für die er ab 1925 mehr als 50 Medaillen entwarf, darunter waren Abbilder vieler historischer Persönlichkeiten. Später kamen auch Repräsentanten des Dritten Reichs hinzu. Mißfeldt entwarf auch die Büste von Adolf Hitler, die in der Brandenburghalle des Schöneberger Rathauses aufgestellt wurde. Von dieser wurden über 1200 Abgüsse angefertigt, die in weiteren Rathäusern in ganz Deutschland aufgestellt wurden.
Am 30. Januar 1944 wurden die Wohnung und das Atelier des Künstlers bei einem Bombenangriff auf Berlin völlig zerstört. Das Ehepaar Mißfeldt zog zu einer Cousine nach Torgau. Als sich dort am 25. April 1945 sowjetische und amerikanische Truppen an der Elbe trafen, wurde die Bevölkerung evakuiert und in Baracken untergebracht. Das Ehepaar verlor sämtliche Habe und die Entbehrungen führten dazu, dass Heinrich Mißeldt im Alter von 73 Jahren am 27. Oktober 1945 verstarb.

## Werk
Zu Lebzeiten war Heinrich Mißfeldt bekannt für seine Skulpturen, die den künstlerischen Vorstellungen des Neoklassizismus entsprachen, wie sie idealtypisch in seinem Werk Der Kugelspieler von 1903 verkörpert sind. Ulrich Schulte-Wülwer schreibt über das Schaffen des Künstlers: 

„Neben der Grabmalsplastik legte Mißfeldt seine Hoffnungen auf erotische Kleinbronzen. Zahlreiche Künstler des ausgehenden 19. Jahrhunderts setzten auf diese Karte [...]. Sich bewegende, kauernde oder liegende weibliche Akte boten die Möglichkeit zu vielfältigen Posen, die in der prüden Kaiserzeit im freien Verkauf als „Ladenbronzen“ guten Absatz fanden und Einzug in Foyers und Herrenzimmer hielten.“

Die Widersprüchlichkeit der Kunstpolitik im Kaiserreich zeigt sich auch darin, dass diese „erotischen Kleinplastiken“ für staatliche Sammlungen aufgekauft wurden, aber trotzdem konfisziert werden konnten. Im Vorwärts vom 28. Dezember 1913 heißt es:

„Die Galerie der konfiszierten Künstlerwerke ist abermals gewachsen. Diesmal hat der Staatsanwalt sich auf die Wiedergabe von Werken des Bildhauers Heinrich Mißfeldt gestürzt. Ein Kauerndes Mädchen und ein Spiegel der Muse mussten daran glauben. Das erste Werk wurde seinerzeit von der preußischen Landeskunstkommission staatlich angekauft, von dem anderen, einer Bronze, erwarb Prinz Heinrich von Preußen ein Exemplar. Keiner von beiden wird dem Staatsanwalt, der Unzüchtigkeit wittert, wo der Künstler Schönheit empfand, für seine Auffassung ein Haar krümmen.“

Diese Plastiken von Heinrich Mißfeldt werden immer noch vereinzelt im Kunsthandel angeboten. Für die breitere Öffentlichkeit wahrnehmbar sind die unzähligen Kriegerdenkmäler und die zwei erhaltenen Brunnenanlagen. Es sind dies der Klaus-Groth-Brunnen in Kiel und der Brunnen für Fritz Reuter in Berlin-Neukölln. Der Fritz-Reuter-Brunnen wurde im Zweiten Weltkrieg zerstört, 1949 völlig verändert wieder aufgestellt und 1992 auf Grundlage des 1914 erstellten Brunnens wiederhergestellt.

## Werke (Auswahl)
- 1899: Klaus Groth, Bronzestatuette, Höhe 78 cm, heute in der Landesbibliothek Schleswig-Holstein, Kiel
- 1903: Kugelspieler, Bronze, 57 × 32 × 28,2 cm, ein Exemplar in der Kunsthalle Bremen
- 1905: Schäfer, Carrara-Marmor, Größe und Verbleib unbekannt
- 1905 Grabmal für Johann Meyer, Südfriedhof (Kiel)[19]
- 1906: Kauerndes Mädchen, Carrara-Marmor, ehemals Nationalgalerie Berlin,[20] Kriegsverlust
- 1906: Spiegel der Muse, Bronze, Höhe 48 cm, Privatbesitz
- 1906: Reue, Bronze Höhe 9,4 cm, Stiftung Schleswig-Holsteinische Landesmuseen, Schleswig
- 1907: Im Lenz, Terrakotta, Höhe 70 cm, ehemals im Besitz des Dichters Johann Meyer, Kriegsverlust
- 1907: Abschied, Marmor, Höhe 47 cm, ehemals Stadtschloss Wiesbaden, Verbleib unbekannt
- 1912: Klaus-Groth-Brunnen, Kiel[21]
- 1914: Drei-Kaiser-Denkmal, Tempelburg[22]
- 1928: Bäuerin in Tracht, Keramik, Höhe 32 cm[23]
- 1932: Baldurs Tod, Marmor, Privatbesitz
- 1942: Notung (Siegfried), Bronze, Höhe 55 cm, Verbleib unbekannt

## Galerie

Kugelspieler (1903)
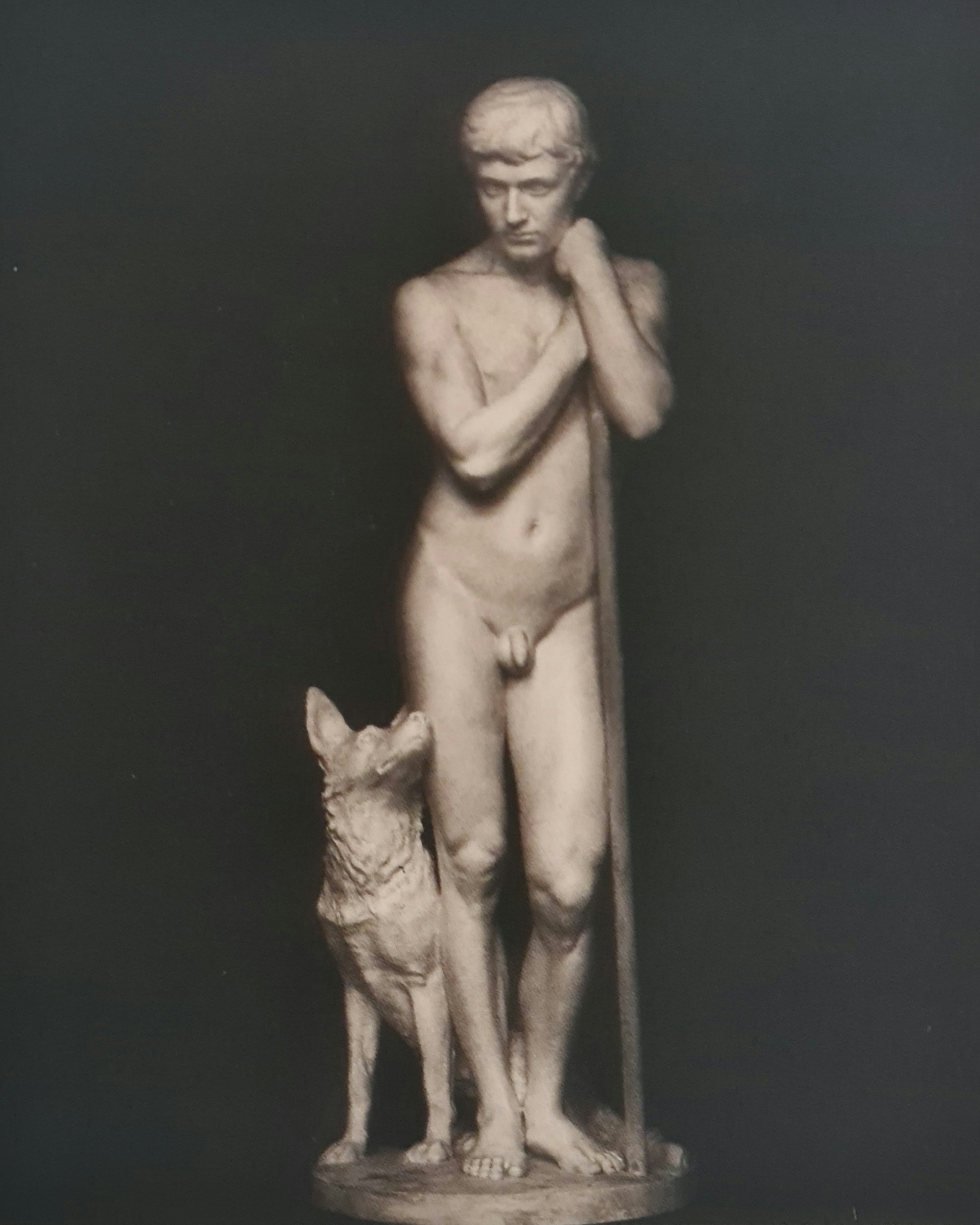
Schäfer (1905)
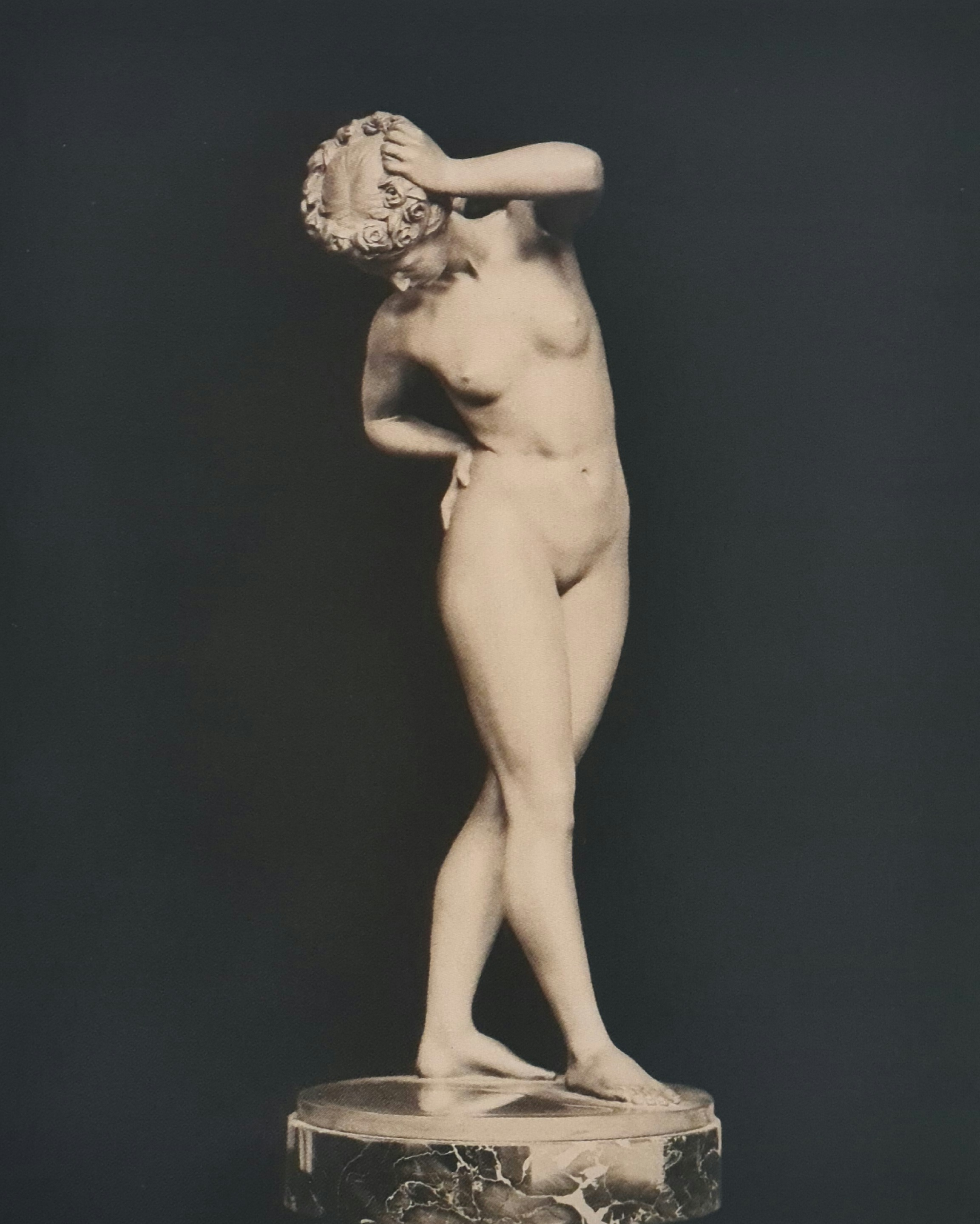
Spiegel der Muse (1906)
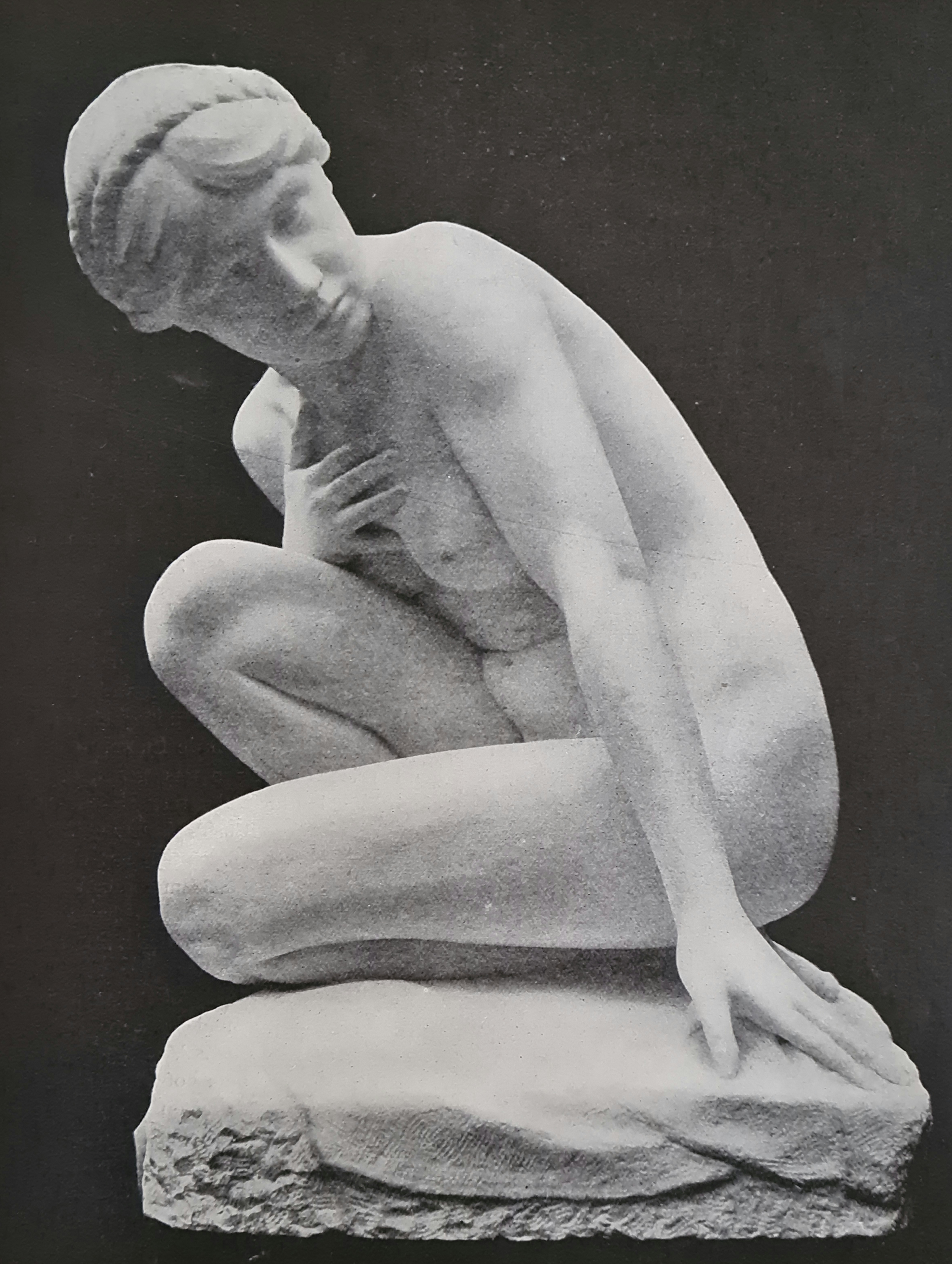
Kauerndes Mädchen (1906)
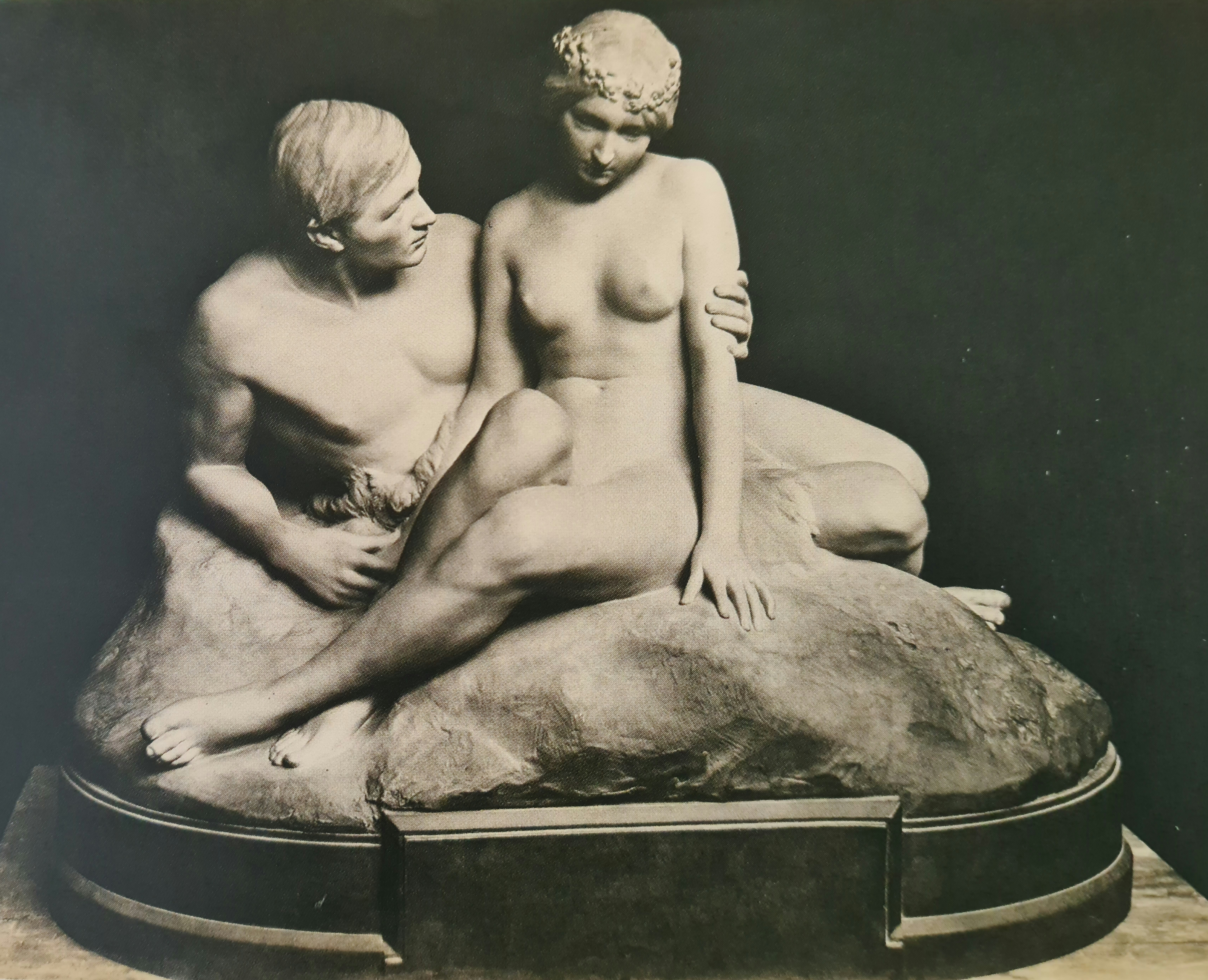
Im Lenz, (1907)
Abschied (1907)
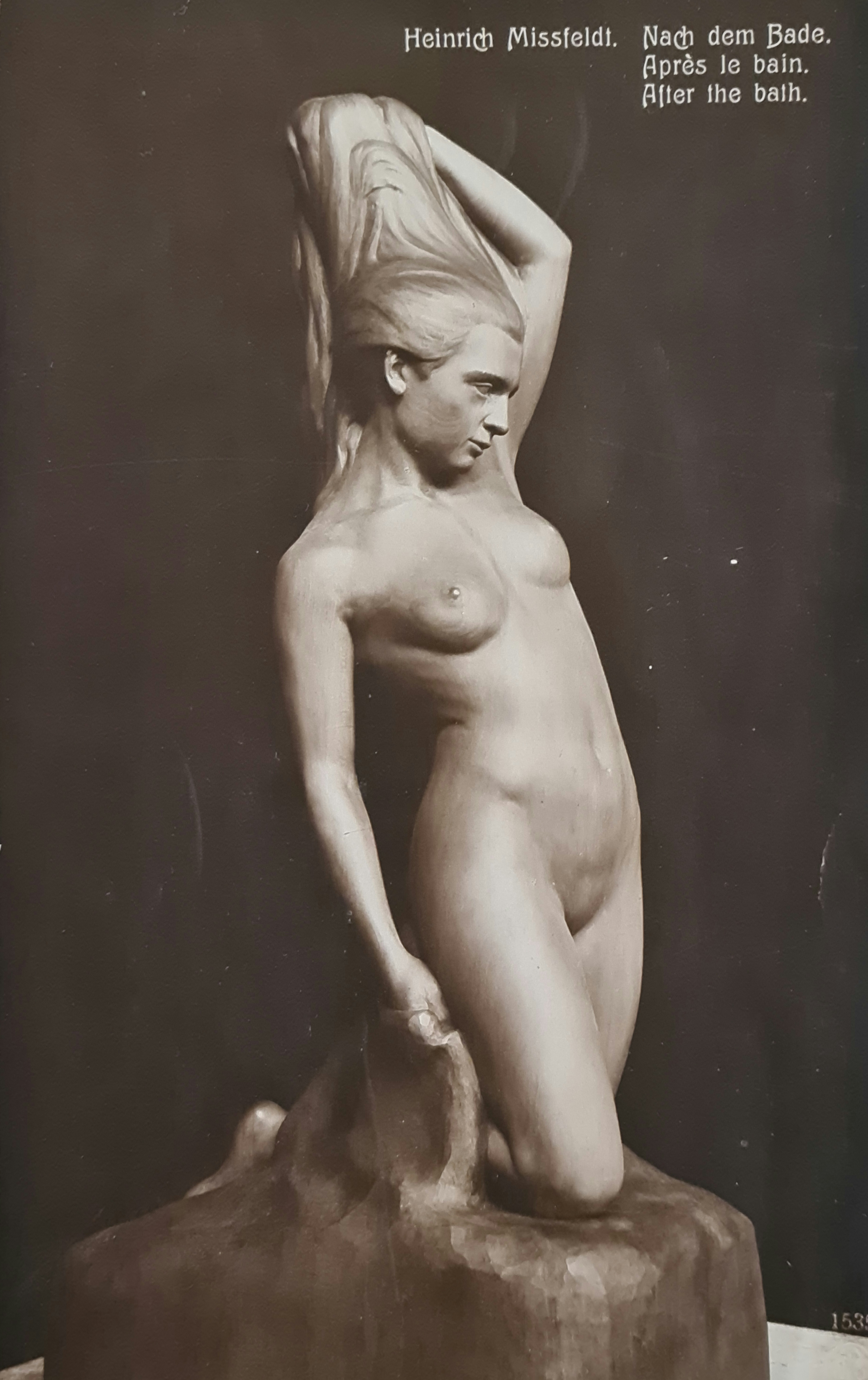
Nach dem Bade (1910)
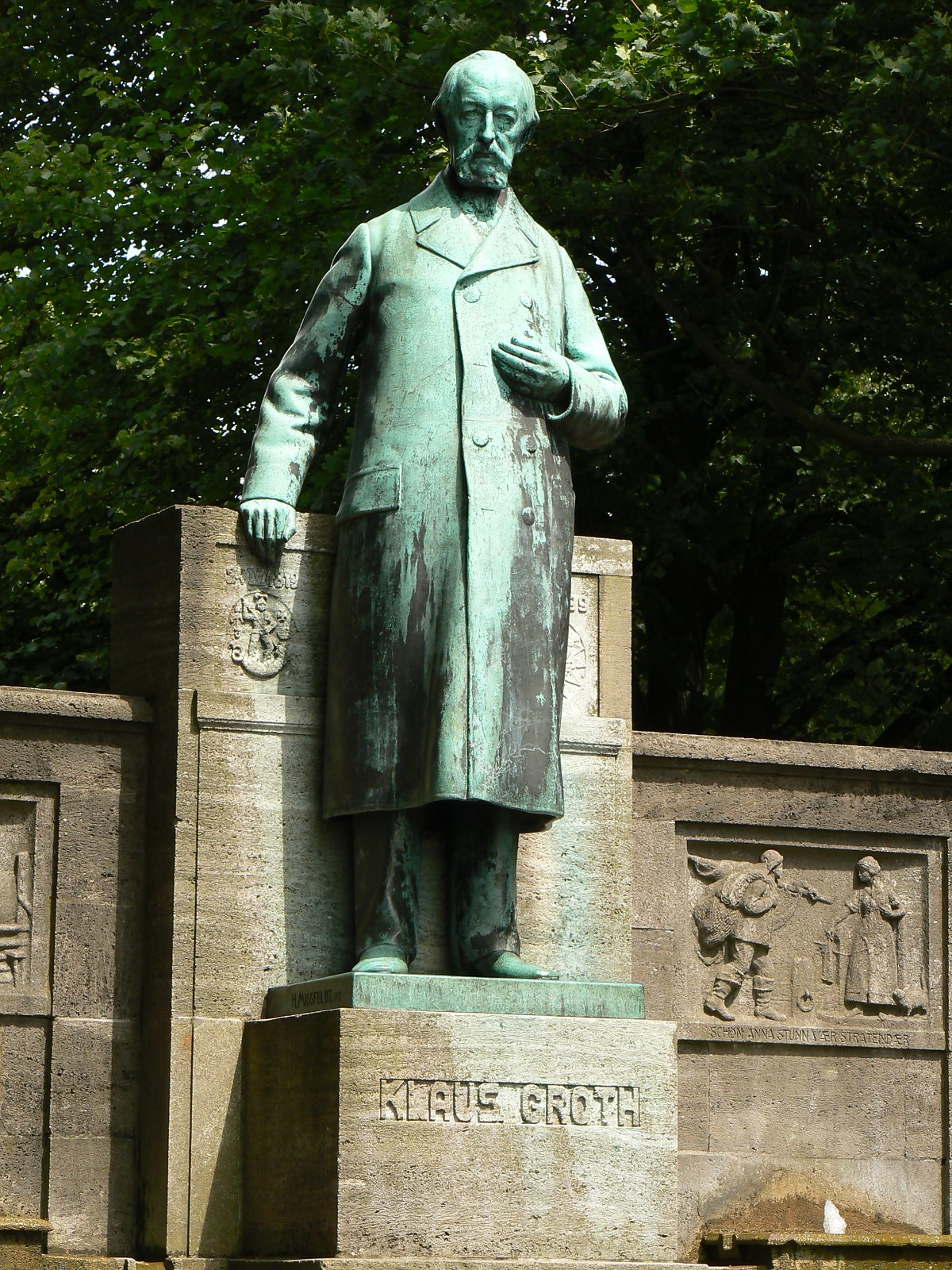
Klaus Groth (Klaus Groth-Brunnen, Kiel 1912)
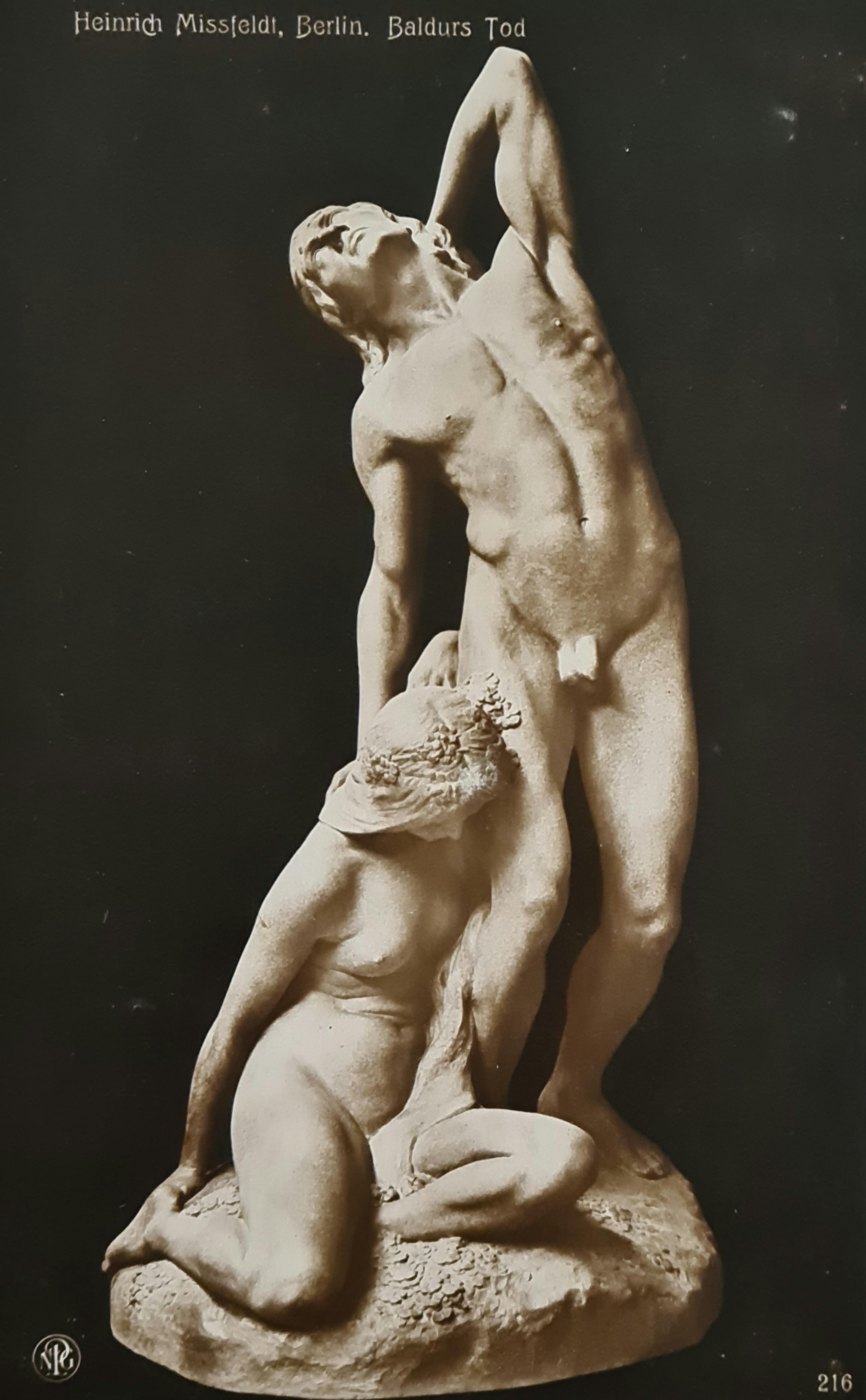
Baldurs Tod (1932)
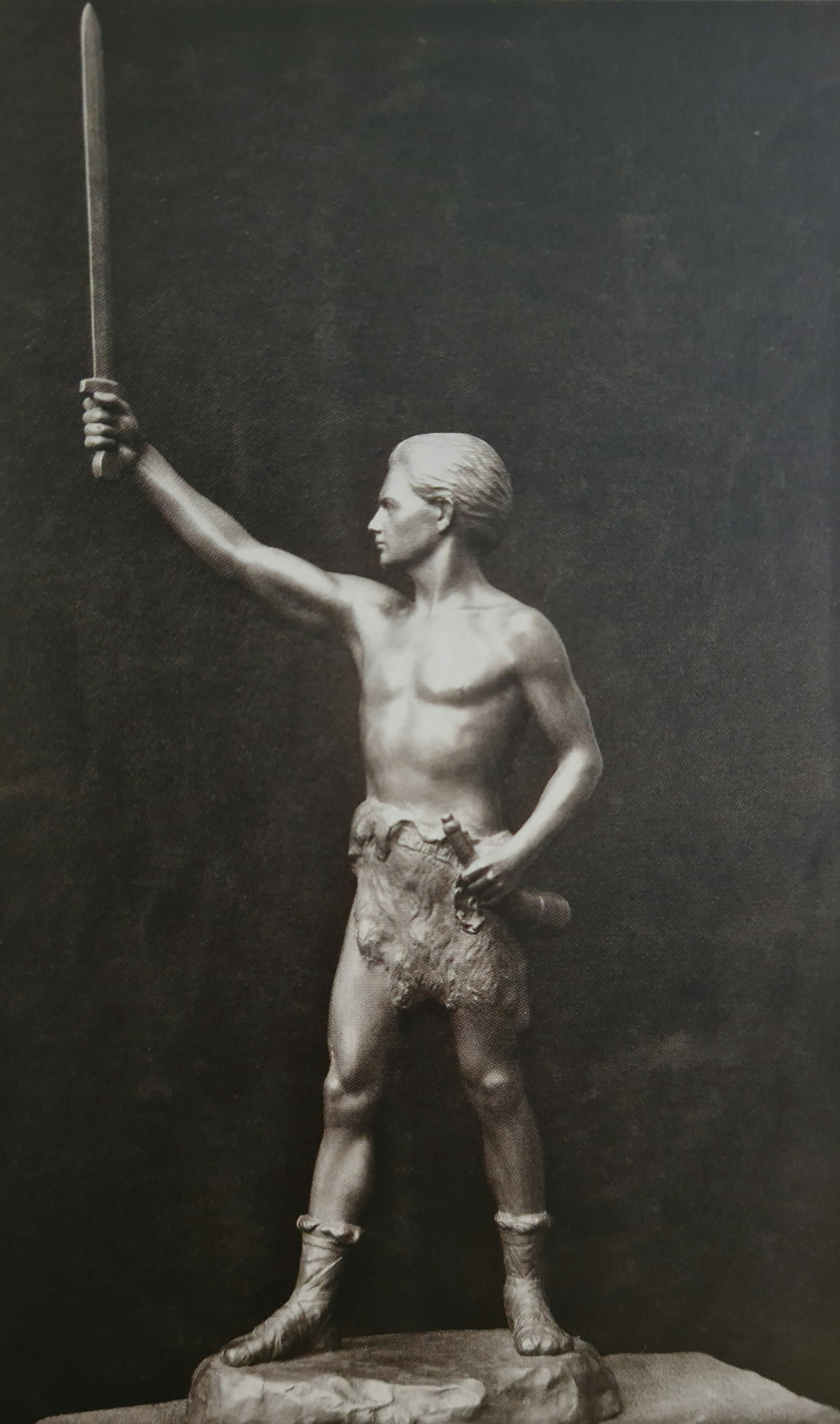
Notung (Siegfried), (1942)